# Maxomys musschenbroekii
Maxomys musschenbroekii är en däggdjursart som först beskrevs av Fredericus Anna Jentink 1878.  Maxomys musschenbroekii ingår i släktet taggråttor, och familjen råttdjur. IUCN kategoriserar arten globalt som livskraftig. Inga underarter finns listade i Catalogue of Life.
Arten blir 11,5 till 16,3 cm lång (huvud och bål), har en 11,2 till 15,2 cm lång svans och väger 95 till 240 g. Bakfötterna är 3,0 till 3,8 cm långa och öronen är 1,6 till 2,3 cm stora. Djuret har kort samt mjuk päls och även de inblandade taggarna är mjuka. Taggarna har främst en vit färg förutom spetsen som är brun. På ovansidan är den kastanjebruna pälsen mörkast nära ryggens topp och den blir ljusare mot kroppssidorna. Håren som bildar pälsen är gråa nära roten och sedan kastanjebruna. Det finns ingen tydlig gräns mot den ljusgråa undersidan. Huvudet kännetecknas av nästan nakna avrundade gråa öron, av vita kinder och av svarta morrhår som har vita spetsar. På svansen förekommer några glest fördelade hår och den är otydlig ljusare på undersidan. Honan har fyra par spenar som är jämnt fördelade över undersidan.
Denna gnagare förekommer på nästan hela Sulawesi. Den lever i låglandet och i bergstrakter. Habitatet utgörs av olika slags skogar. Maxomys musschenbroekii går främst på marken och äter nedfallna frukter, insekter och snäckor.